# Paolino e Polla
Paolino e Polla (lat. De Paulino et Polla libellus) è una composizione poetica in latino del XIII secolo, in forma dialogica, composta in 570 distici elegiaci, singolare prodotto letterario tardo medievale dell'ambiente svevo del Regno di Sicilia.
Fu opera del letterato Riccardo da Venosa (Richardus Venusinus), giurista della corte Hohenstaufen, che ne fa espressa dedica all'imperatore Federico II di Svevia.
Rimasta a lungo in ombra, l'opera fu riscoperta a metà dell'Ottocento, quando fu rinvenuta in copia manoscritta dallo studioso francese Edelestand du Méril.
Composta intorno o poco dopo il 1229, l'opera è ascrivibile a un modello letterario che si è voluto convenzionalmente denominare commedia elegiaca, la cui breve stagione si consumò a cavallo tra la metà del XII secolo, nella temperie culturale del Rinascimento del XII secolo, e i primi decenni del XIII. Questo genere poetico andò a collocarsi in uno spazio al confine tra la letteratura mediolatina e il teatro medievale in lingua volgare, e si espresse con uno sparuto ma importante gruppo di opere. Il genere letterario della commedia elegiaca ebbe la sua culla principalmente nella Francia centrale (approssimativamente la Valle della Loira, con Orléans quale centro principale di irradiazione) e (in parte minore) l'Inghilterra e la Germania. Opera di autore duecentesco, composta nel Regno di Sicilia, decentrato rispetto all'area originaria, Paolino e Polla rappresenta quindi un'eco tarda e periferica di quel genere letterario.
Con le sue 1.140 righe e i suoi 570 distici elegiaci, è la più estesa tra le commedie elegiache conosciute. La sua mole più ampia del consueto si deve anche alla frequenza di parti dialogate, insolitamente alta se comparata ad altri prodotti dello stesso filone: tali parti si presentano solitamente in forma di dispute, con brevi e serrati scambi sentenziosi vertenti su due diversi aspetti o punti di vista riguardanti una determinata questione.
Con la sua «sciolta versificazione» in «elegante» latino, essa è un'importante testimonianza della letteratura fiorita nell'ambiente di corte del Regno di Sicilia in età federiciana e offre un interessante spaccato della vita del tempo. Il grecista Dario Del Corno ha accostato la comicità del giudice Riccardo da Venosa alla vena di un Woody Allen o di un Roberto Benigni. La rocambolesca e maldestra serie di peripezie, che conduce l'ignaro protagonista Fulcone a un passo dalla decapitazione, contempla episodi farseschi, la cui verve comica, il medievista Peter Dronke definisce degna di un Buster Keaton.
Nell'opera, come dichiarato (forse programmaticamente) nel prologo, la componente farsesca si accompagna a intercalate espressioni di saggezza, da cui ognuno può attingere a proprio gusto. Sono proprio le «trovate più serie» che conferiscono al fabliau un più denso spessore ideologico, proponendolo all'attenzione del lettore come «satira brillante dei dibattiti scolastici del tempo», e, forse, perfino come mezzo con cui l'autore esprime una sottile provocazione intellettuale nei confronti di Federico II, e, in particolare, su di una superficiale opinione sulla nobiltà che la tradizione attribuisce all'imperatore Hohenstaufen, di cui fa menzione anche Dante: «Tale imperò che gentilezza volse, | secondo 'l suo parere, | che fosse antica possession d'avere | con reggimenti belli». Su tale opinione l'autore si sofferma infatti a più riprese, con sguardo critico, tanto da far supporre che, pur nel contesto leggero di quell'opera, egli non risparmiasse l'occasione di voler «forse provocare il suo signore a ripensare la sua concezione superficiale della nobiltà».

## Autore
Dell'autore si sa soltanto quel poco di cui egli stesso scrive di sé nel prologo all'opera, ovvero che fu un giurista originario di Venosa, giudice e personaggio di spicco alla corte di Federico II, considerato vicino a Pier della Vigna e uno degli esponenti della latinità di alto livello che si esprimeva nella curia federiciana.
La conoscenza dei modelli letterari classici e medievali, la loro disinvolta e consapevole rielaborazione, la padronanza del latino classico, la capacità espressiva in metrica latina alla maniera degli antichi, sono elementi che testimoniano l'alto livello della formazione ricevuta dall'autore, non solo in campo giuridico, come suggerisce la sua professione, ma anche in ambito letterario.
La sua vicenda biografica dovette seguire la parabola della dinastia sveva: si ritiene che Riccardo sia stato esiliato nel frangente della tragica epoca di transizione che vide l'emergere dell'egemonia angioina. Potrebbe essere stato ancora in vita a Venosa il 24 agosto 1267, qualora si voglia identificarlo con un giudice suo omonimo di cui è traccia in un documento d'archivio.

## Modelli letterari
I modelli a cui attinge apertamente Riccardo da Venosa appartengono al genere letterario mediolatino della commedia elegiaca: principalmente l'adespoto Pamphilus (prodotto dell'Inghilterra di Enrico II, datato intorno al 1150), commedia erotica che egli segue molto da vicino, parodiandola, per i primi 500 versi; quindi il Geta, opera di Vital de Blois, di ambiente francese, una cui chiara eco, sia stilistica che letterale, si avverte nell'episodio della tentata lapidazione che subisce il protagonista, il causidicus Fulcone, sul finire dell'opera, ai versi 1039-1078, un episodio tragicomico che richiama l'analoga messa in scena in cui Geta simula una lapidazione ai danni di Birria nascosto in una caverna.
La trama del fabliau è un pastiche incoerente e movimentato, ricco di trovate, che trae probabile ispirazione, almeno in parte, dalla sua attività di giudice-notaio, forse anche da qualche spunto autobiografico, offrendo al lettore odierno e agli studiosi un interessante e prezioso spaccato di vita dell'epoca. L'opera è ricca di allusioni a funzionari della Curia federiciana.
Un vago accenno a Federico II di Svevia (l'unico peraltro, a parte la dedica iniziale) lo si coglie sul finale dell'opera: si tratta di un passaggio interessante, perché permette di collocare l'azione al periodo giugno 1228-giugno 1229, quando l'imperatore rta distante dal Regno di Sicilia, impegnato nella sesta crociata, condotta pacificamente in quell'arco di tempo, venendo sostituito dal vicario imperiale Rainaldo di Urslingen. L'accenno ha anche ripercussioni sull'epoca di composizione: Paolino e Polla dovette esser scritta in quel periodo, o al più poco dopo, sicuramente prima che sull'esponente degli Urslingen iniziasse a profilarsi la disgrazia politica, poi abbattutasi definitivamente nel 1231. L'azione si svolge quasi interamente a Venosa, città di origine dell'autore, tranne che nell'ultima scena, quella dell'udienza dell'imputato con Rinaldo di Urslingen, ambientata in un diverso luogo che rimane peraltro imprecisato.

### Latinità alla corte Hohenstaufen
Rimarchevole è la padronanza del latino da parte dell'autore. La latinità di Riccardo è talmente elegante, e la versificazione così sciolta, da indurre lo scopritore du Méril a dubitare decisamente della correttezza di una datazione così alta, al XIII secolo, facendogli congetturare una possibile datazione più tarda, al XV secolo, epoca di redazione dei due manoscritti da lui esaminati: il Caesar destinatario della dedica sarebbe stato, in questo caso, l'imperatore Federico III d'Asburgo. Anche spostando in avanti la datazione, precisa tuttavia il Du Méril, non verrebbe meno in alcun modo il grande interesse per quello che egli definisce «uno degli esempi meno imperfetti della letteratura drammatica anteriore al Rinascimento».
Riguardo all'elevata latinità in cui Riccardo si esprime, è da considerare peraltro che sono ben note le altezze stilistiche raggiunte in questo campo dalla curia federiciana, in cui la latinità medievale conobbe un vero e proprio trionfo: nelle mani di vari altri epistolografi e autori, come Pier della Vigna, Jacopo da Benevento, Orfino da Lodi, Quilichino da Spoleto, le missive "sfornate" dalla cancelleria imperiale si connotarono per una tale perfezione stilistica da divenire espressione del «tratto propagandistico forse più marcato dell'ideologia imperiale».
Degna di nota, nella confezione del pastiche, è anche la sicurezza con cui l'autore si destreggia fra disparate fonti poetiche: tra esse spicca Orazio (anch'egli di Venosa), Virgilio, la Bibbia e, soprattutto, Ovidio, che assume un peso «ovviamente preponderante, come in tutta la commedia elegiaca» (per la ricezione del retaggio della poetica ovidiana nella letteratura latina del Rinascimento del XII secolo, si veda la voce Aetas Ovidiana).

## Trama

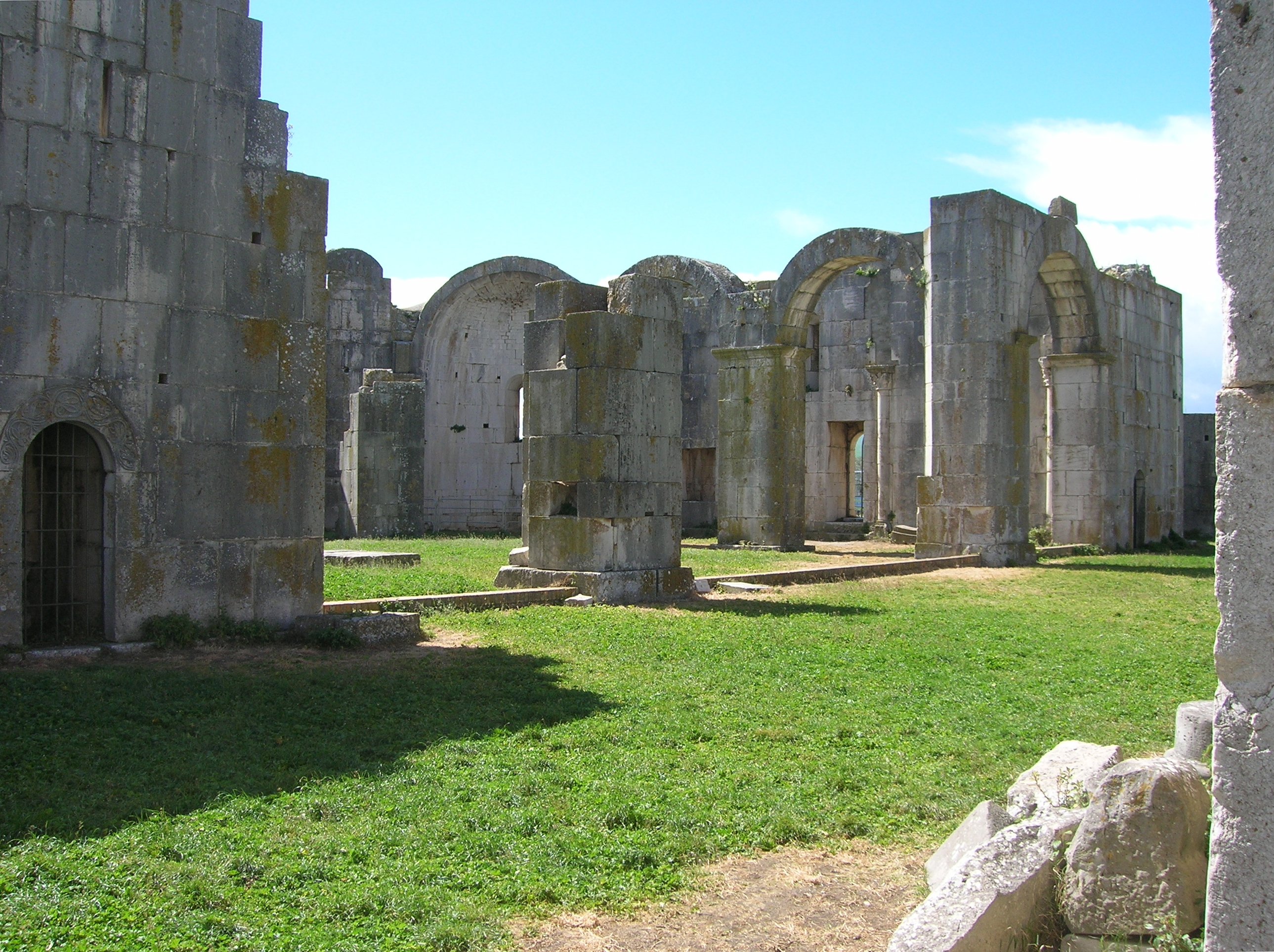
Vestigia della Venosa medievale, città d'origine dell'autore, teatro praticamente dell'intera vicenda, tranne, forse, del finale

Protagonista della storia è un causidico (ovvero, un avvocato) di nome Fulcone (Fulco), che, inizialmente recalcitrante, si lascia infine coinvolgere nella vicenda matrimoniale di Paolino e Polla, due ex promessi sposi, ormai stagionati, per i quali egli dovrebbe adoperarsi come sensale. Accettando, l'avvocato non può immaginare le conseguenze che gli deriveranno da quell'incarico di paraninfo: una lunga e serie di maldestre peripezie che spingeranno il mediatore a un passo dal patibolo.

### Polla a colloquio con Fulcone
A tirare in ballo Fulcone è l'iniziativa di Polla, una vecchia donna che si affaccia alla sua dimora reggendosi traballante su un bastone: propone all'avvocato di perorare le sue mire matrimoniali nei confronti di un suo conoscente, ovvero l'altrettanto anziano Paolino. Fulcone, nelle intenzioni della donna, dovrebbe adoperarsi per dare nuovo impulso a trattative già in corso, ma ormai arenatesi da tempo, dal momento che il vecchio sembra ora avervi perso interesse. Polla si rivela all'avvocato come una vecchiaccia terribile e rissosa, dalla lingua litigiosa (cum lingua litigiosa) e fomentatrice di liti (linguam litivomam, lingua vomitatrice di liti): prima di giungere al dunque, la donna si produce in un lungo preambolo di divagazioni, battute, contrasti e contraddittori. Solo a fatica l'avvocato riesce a contenerla e a ricondurre il discorso sul nucleo della questione.
A precisa richiesta dell'avvocato, i contenuti si fanno più concreti la donna snocciola la consistenza della sua dote: un corredo di 6 conocchie di filo, 100 braccia di tessuto, un gallo con sette galline, le cui sole uova potrebbero fare la fortuna di Paolino, se solo fosse avveduto e mostrasse fiuto per gli affari. Per quanto riconosca di disporre di una dote irrisoria, la donna si ritiene comunque all'altezza d'impalmare Paolino, poiché, a suo dire, la nobiltà d'animo ha il sopravvento su quella derivante dal possesso di beni.
Anche Polla avanza le sue pretese: una controdote fatta di borse, sandali e cinghie di cuoio.

### Peripezie del pranzo
Fulcone è titubante, non sa ancora se accettare quell'incarico: vorrebbe ritrarsi ma, d'altro canto, è rimasto colpito da una maliziosa allusione che la donna ha rivolto all'obbligo del gratuito patrocinio in favore dei poveri sancito da Federico II.
Dopo il commiato, l'avvocato vorrebbe finalmente accingersi a mangiare, ma deve rimandare il suo proposito per il sopraggiungere di Paolino alla sua porta. Dopo uno scambio di battute, i due decidono di darsi appuntamento a più tardi. Fulcone può finalmente apparecchiare l'agognato desco con pollo arrosto, pane, vino e sale, ma il ristoro è funestato da un'incredibile concatenazione di circostanze che, favorite dalle sue maldestre reazioni, gli procurano una serie parossistica di guai: l'arrosto gli viene soffiato dal gatto, che a sua volta fa cadere il vino con un urto; nel tentativo di punire il gatto con una sassata, Fulcone colpisce malamente una giara d'olio poggiata su una mensola, mandandola in frantumi con versamento rovinoso del contenuto sul letto sottostante; infuriato, si mette quindi all'inseguimento del gatto ma rimedia uno scivolone nel fango, mentre intanto un cane, approfittando della confusione, si intrufola in casa per sottrargli il pane; nemmeno la tovaglia è risparmiata dalla distruzione: finisce in bocca al maiale, entrato in casa indisturbato durante il trambusto.

### Fulcone si confronta con la favella di Paolino

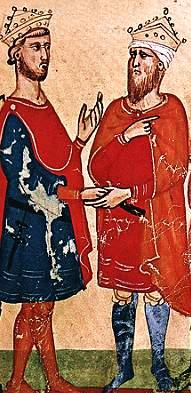
La commedia è ambientata negli anni della sesta crociata, di cui è simbolo l'incontro pacifico tra Federico II Hohenstaufen e l'ayyubide al-Malik al-Kāmil.

Esaurite queste peripezie, quando ormai si è già deciso ad accettare, il riottoso Fulcone si ritrova di nuovo tra i piedi Paolino, venuto a trovarlo in casa: anche lui è in vena di discorsi divaganti che l'avvocato stenta a contenere e a ricondurre all'argomento che gli sta a cuore. Paolino poi, nel diffondersi su varie questioni, fa sfoggio di doti di retorica ed eloquenza così inaspettate, e i di argomentazioni così accurate, da stupire l'avvocato, e fargli dubitare di trovarsi nel mezzo di un sogno o di essere vittima di allucinazioni. Per sincerarsene, l'avvocato prende perfino a schiaffi l'interlocutore, provocando l'energica reazione di Paolino, che lo bastona sonoramente.
Fulcone riesce finalmente a giungere al nòcciolo della questione, ottenere l'assenso al matrimonio: Paolino si mostra recalcitrante, non è per nulla convinto, dubita della propria virilità ma chiede anche rassicurazioni sui natali di Polla, le cui origini egli sospetta essere contadine. Seguono varie divagazioni e amenità, tra cui una disquisizione predicatoria su quale nobiltà debba aggiudicarsi il primato, se la nobiltà d'animo o la nobiltà di sangue ma poi, infine, Paolino si arrende alla serrata logica argomentativa dell'avvocato. Quando manifesta il suo consenso all'intermediario, si è ormai fatto buio e Paolino si accinge a fare ritorno a casa.

### Disavventura notturna
Fulcone si offre gentilmente di accompagnare a casa Paolino. Al ritorno, però, incorre in una nuova disavventura: inseguito da una muta di cani randagi, precipita rovinosamente in una fossa profonda, lurida e maleodorante, nella quale trascorrerà una notte di tregenda, dimenandosi e urlando nel disperato quanto vano tentativo di liberarsi o di richiamare l'attenzione di qualche soccorritore. La permanenza gli lascia comunque occasione di riflettere: assalito da scrupoli morali, Fulcone si interroga sulla reale opportunità di prodigarsi per quel matrimonio tra vecchi, che sembra unicamente votato al soddisfacimento di esigenze carnali e terrene.
Apparse le luci del mattino, solo allora Fulcone riesce a farsi sentire da alcuni contadini: inizialmente, però, viene scambiato per un lupo, sul quale infieriscono con una sassaiola. Fulcone viene infine riconosciuto, soccorso e tirato fuori dalla buca con l'ausilio di una fune, scampando così alla lapidazione.

### Condanna a morte
Ma le disgrazie dell'avvocato non sono ancora finite. Si trova di passaggio un contadino, la cui abitazione aveva ricevuto nottetempo la visita di alcuni ladri. Scorgendo Fulcone, il villano lo crede uno degli autori del furto.
Forte della speciale protezione imperiale accordata ai contadini, l'uomo riesce a convenire in giudizio Fulcone. Questo fa precipitare di nuovo la vicenda, alla fine della quale il contadino riesce perfino a ottenere la condanna a morte per decapitazione del presunto ladro.

### Epilogo: la grazia
Destinato a morte per un reato mai compiuto, ormai disperato, Folco non ha altra scelta che invocare la grazia del principe: costui gli si presenta nella persona di Rainaldo di Urslingen, duca di Spoleto, che, in quel frangente, svolge la funzione di vicario dell'imperatore, assente quest'ultimo dal regno per condurre la sesta crociata: ottenuta udienza dal duca, in un luogo peraltro imprecisato, Fulco gli racconta l'intera vicenda, gli sottopone le carte processuali e ne implora in ginocchio la grazia. Dopo averlo ascoltato, Rainaldo si trae d'impaccio emettendo questa sentenza: la pena capitale è sventata, ma non cancellata, bensì commutata nella fustigazione dell'accusato. Rainaldo, inoltre, proibisce a Fulcone di immischiarsi quale mediatore di quell'unione illecita, destinata com'è a rimanere senza prole, finalizzata unicamente alla soddisfazione di piaceri carnali e bisogni terrene e non a gloria del Signore attraverso la procreazione.
Questo lieto fine è considerato l'epilogo originale dell'opera, mentre è giudicata spuria una diversa e più breve versione che lascia in sospeso i due destini: quello del matrimonio e quello della vita di Fulcone. A questo finale sospeso, in alcuni manoscritti, si registra l'aggiunta di due righe di lieto fine.

## Edizioni
- Edelestand du Méril, De Paulino et Polla libellus, in Poésies inédites du Moyen-Âge, Librairie Franck, Parigi, 1854 (pp. 374–416)
- Rocco Briscese, Paolino e Polla, pseudo-commedia del secolo XIII, Grieco, Melfi 1903 (on line su Internet Archive)
- Edizione critica, con traduzione italiana a fronte, a cura di Stefano Pittaluga, in:
  - Ferruccio Bertini (curatore), Commedie latine del XII e XIII secolo, vol. V, Pubblicazioni dell'Istituto di filologia classica dell'Università di Genova, 1998 (pp. 83–227)
  - Testo latino[collegamento interrotto], dall'edizione critica di Stefano Pittaluga (on line da ALIM- Archivio della Latinità Italiana del Medioevo Archiviato il 4 gennaio 2011 in Internet Archive.)

Traduzioni
- Riccardo da Venosa. Paolino e Polla. Commedia del secolo XIII, testo latino a fronte, trad. di Antonio Vaccaro, presentazione di Dario Del Corno, Osanna ed., Venosa, 2005 ISBN 978-88-8167-245-5
- Michele Rigillo, Paolino e Polla: poemetto drammatico giocoso del XIII secolo di Riccardo da Venosa, V. Vecchi e C., Trani, 1906 (traduzione commentata e annotata)